# Kruszewiec (powiat opoczyński)
Kruszewiec – wieś w Polsce położona w województwie łódzkim, w powiecie opoczyńskim, w gminie Opoczno.
| SIMC    | Nazwa  | Rodzaj    |
| ------- | ------ | --------- |
| 0547224 | Wygoda | część wsi |

W latach 1975–1998 miejscowość administracyjnie należała do województwa piotrkowskiego. Bliskie sąsiedztwo stacji PKP Idzikowice, w której znajdują się zakłady obsługujące zarówno tabor kolejowy, jak również infrastrukturę. Kruszewiec ma też liczącą wieloletnie tradycje Ochotniczą Straż Pożarną. Istnieje również klub sportowy LZS Iskra Kruszewiec mieszczący się w świetlicy wiejskiej zlokalizowanej przy szkole podstawowej w Kruszewcu.
Kruszewiec położony jest na odcinku drogi wojewódzkiej nr 726 pomiędzy Opocznem a Inowłodzem.
Wierni kościoła rzymskokatolickiego należą do parafii św. Mikołaja w Libiszowie.